# Đặng Hồi Xuân
Tiến sĩ Đặng Hồi Xuân (1929 - 1988) nguyên là Bộ trưởng Bộ Y tế từ tháng 4 năm 1982 đến tháng 9 năm 1988, Đại biểu Quốc hội Khóa VII.

## Tiểu sử
- Ông Đặng Hồi Xuân sinh ngày 2 tháng 2 năm 1929 tại làng Hành Thiện, nay thuộc là xã Xuân Hồng, huyện Xuân Trường, tỉnh Nam Định.
- Ông tham gia giảng dạy tại Trường Đại học Y Hà Nội, Chủ nhiệm Bộ môn Tổ chức và Quản lý Y tế.
- Năm 1976, ông đã bảo vệ thành công Luận án Tiến sĩ Y khoa tại Cộng hòa Séc
- Từ năm 197? đến năm 1980, là Giám đốc Bệnh viện Hữu nghị Việt - Tiệp Hải Phòng.
- Từ năm 1980 đến tháng 4 năm 1982, được bổ nhiệm giữ chức Thứ trưởng Bộ Y tế kiêm Giám đốc Bệnh viện Hữu nghị Việt - Xô (nay là Bệnh viện Hữu Nghị).
- Từ tháng 4 năm 1982, ông được bổ nhiệm giữ chức Bộ trưởng Bộ Y tế thay ông Vũ Văn Cẩn.[3]
- Khi Hội hữu nghị Việt Nam - Ấn Độ được thành lập ngày 11 tháng 11 năm 1982, ông được cử làm Chủ tịch đầu tiên của Hội.[4]
- Ngày 20 tháng 12 năm 1982, ông được Quốc hội khóa VII, Kỳ họp thứ 4 công nhận là Đại biểu Quốc hội Khóa VII sau kỳ bầu bổ sung tại Hải Phòng.[5]
- Ngày 2 tháng 3 năm 1985, ông ký Quyết định số 161/BYT-QĐ chuyển giao Viện Y Dược học Dân tộc Thành phố Hồ Chí Minh cho Ủy ban nhân dân Thành phố Hồ Chí Minh quản lý toàn diện.[6]
- Ngày 11 tháng 9 năm 1985, ông ký Quyết định số 1004/BYT-QĐ đổi tên Viện Chống lao thành Viện Lao và Bệnh phổi Trung ương.
- Ngày 9 tháng 9 năm 1988, ông qua đời trong tai nạn máy bay Tu-134 của Hãng hàng không Việt Nam (Vietnam Airlines) tại trên đường đi công tác. Máy bay rơi tại gần sân bay Donmuong, Bangkok, Thái Lan do bị luồng khí giáng bất thường, làm mất độ cao tiêu chuẩn trong khi hạ cánh.[cần dẫn nguồn]

## Công trình
1. Nội soi tiêu hóa. Tác giả: Nguyễn Xuân Huyên, Nguyễn Hữu Lộc, Lê Văn Luyện, Đặng Hồi Xuân - Y học, TDTT, 1975.- 266tr.; 19 cm

## Gia đình
Tiến sĩ Đặng Hồi Xuân có một người con trai là Đặng Nguyên Thiện, sinh năm 1956, thượng tá công an quận Ba Đình.